# Y1 Дельфін
Y1 Дельфін — надлегкий чотиримісний одномоторний багатоцільовий літак виробництва Одеського авіаційного заводу представлений 4 вересня 2017 року. Може використовуватись як патрульний та тренувальний літак.

## Загальні характеристики
Легкість управління та гнучкість застосування цього літака дозволяє використовувати його, як першу літак у навчанні льотчиків, як патрульний літак для моніторингу прикордонних зон чи лісових пожеж, а також, як легкий пасажирських літак.
Для більшої безпеки на літаку встановлена спеціальна система рятування, коли, у випадку нештатної ситуації весь літак із пілотами та пасажирами спускається на парашуті. Завдяки цьому можна врятувати не тільки людські життя, а і сам літак.
Літак оснащений двигуном від французької компанії Societe de Motorisations Aeronautiques, яка входить до масштабного авіаконгломерату Safran SA, що виробляє двигуни та авіоніку для літаків Boeing та Airbus.
Цей двигун здатний розганяти Y1 "Дельфін" до 385 км/год та забезпечує безпосадковий політ на відстань до 1320 км.
Конструкція літака дозволяє виконання складного та вищого пілотажу, завдяки чому курсанти можуть опанувати основи сучасного маневрового повітряного бою, а також виведення літака зі штопору. 
Y1 "Дельфін" вже пройшов всі необхідні випробування та сертифікований для польотів. Наразі, фахівці заводу продовжують роботу над створенням спеціалізованих версій літака.

## Експлуатанти
- Україна, Міністерство оборони (план)

## Втрати та катастрофи
- 17 червня 2020 року у Одесі неподалік від аеропорту під час сертифікаційних випробувань здійснив жорстку посадку літак Y1 "Дельфін". Один з пілотів загинув на місці, інший помер пізніше у лікарні [2].
- 1 вересня 2022 року Укроборонпром списав кабіну учбового літака Y1 "Дельфін" 2012 року випуску, яка була на балансі Одеського авіаційного заводу.[3]